# Ministerio del Poder Popular para la Alimentación
El Ministerio del Poder Popular para la Alimentación (MINPPAL) es uno de los organismos que conforman el gabinete ejecutivo del gobierno venezolano. El ministerio es un ente dependiente directamente de las órdenes del presidente de Venezuela.

## Reseña histórica
Para garantizar y asegurar la seguridad alimentaria, se crea en septiembre de 2004 el Ministerio del Poder Popular para la Alimentación con el principal objetivo de velar por el cumplimiento al acceso a la canasta alimentaria, a precios justos y de calidad. Es así como este organismo comienza a implementar políticas en materia de comercio, industria, mercadeo y distribución de alimentos, a través de la regulación, formulación, seguimiento y evaluación del Estado en este sector. 
En el mismo año, se incorpora a la cartera alimentaria la Corporación de Abastecimiento y Servicios Agrícolas (CASA), a fin de canalizar el almacenamiento de alimentos, que permitiera manejar las reservas de una manera estratégica para los productores en esta área. 
Bajos las políticas diseñadas por el presidente Hugo Chávez, el 2004 se alza además con las Casas de Alimentación, las cuales cumplirían el papel de atender las zonas de extrema pobreza y desnutrición infantil. 
En la segunda fase de transformación en el 2005, sale al ruedo Logística CASA (Logicasa), que abre sus puertas para encargarse de las operaciones aduanales, control de calidad, almacenamiento y transporte de alimentos. El Presidente de entonces ocupado por las poblaciones más vulnerables y excluidas, activa a la disposición la Fundación Programa de Alimentos Estratégicos (Fundaproal) que a través de las Casas Alimentación y la entrega de suplementos nutricionales con la implementación de la Bolsa Solidaria, para entregar de manera gratuita alimentos preparados y de la cesta básica a quienes más lo necesitan. 
El 2006 representó el fortalecimiento del almacenamiento alimentario, con la creación de la Superintendencia Nacional de Silos, Almacenes y Depósitos Agrícola (SADA), que sería la punta de lanza para garantizar el depósito y manejo de la reserva estratégica del sector agroindustrial. 
Bajo los lineamientos del entonces presidente Hugo Chávez, en 2007 se lanza la Misión Alimentación como base ideológica de la seguridad alimentaria. Más tarde, en el mismo año se suma al equipo Venezolana de Alimentos (Venalcasa), dirigida especialmente al empaquetamiento de alimentos. 

## Misión
Entre sus principales objetivos se encuentra gde los alimentos a la población a través de la regulación, formulación, seguimiento y evaluación de políticas en materia de comercio, industria, mercadeo y distribución de alimentos; recepción, almacenamiento, depósito, conservación, transporte, distribución, entrega, colocación, calidad y consumo; inspección, vigilancia, fiscalización y sanción sobre actividades de almacenamiento agrícola y sus actividades conexas administración, operación y explotación de silos, frigoríficos, almacenes y depósitos agrícolas propiedad del Estado; regulación y expedición de permisos, autorizaciones, licencias, certificados y demás trámites y actos necesarios en materia de exportación e importación en el sector de alimentos y alimentación.
Así como, dirigir la política exterior y participación en las negociaciones internacionales en materia de alimentos y alimentación; promoción de estrategias para equilibrar la oferta y demanda de los circuitos agroalimentarios; regulación de los productos alimenticios, completando los ciclos de producción y comercialización, concertación, análisis y la fijación de precios y tarifas de productos y servicios alimenticios; políticas de financiamiento en el sector de producción y comercio de alimento; políticas para la adquisición, instalación y administración de maquinarias y equipos necesarios para la producción y comercialización de alimentos, en coordinación con los órganos competentes; a fin de mejorar la calidad de vida y lograr la seguridad alimentaria de la nación, en el marco del modelo productivo socialista.

## Visión
Ser el órgano de la Administración Pública rector y coordinador de la política alimentaria, capaz de impulsar la seguridad y soberanía alimentaria a toda la población, en articulación con los órganos competentes y el sector productivo, con predominio de la producción nacional, basado en el modelo social productivo eficiente, socialista, humanista y endógeno; con la participación masiva de la comunidad, en el marco de los principios y valores de la Revolución Bolivariana.

## Estructura del Ministerio
- Despacho del Viceministro de Políticas de Comercialización y Producción Alimentaria.
- Despacho del Viceministro de Políticas de Control y Abastecimiento Alimentario.
- Despacho del Viceministro del Sistema Socialista de Alimentación.
- Despacho del Viceministro de Empresas y Servicios.

### Entes Adscritos al Ministerio
- Instituto Nacional de Nutrición (INN).
- Fundación Programa de Alimentos Estratégicos (FUNDAPROAL).
- Superintendencia Nacional de Gestión Agroalimentaria (SUNAGRO).

### Empresas Adscritas
- Corporación Única de Servicios Productivos y Alimentarios, C.A (CUSPAL).
- Mercados de Alimentos, C.A. (MERCAL). Antes Misión Mercal
- Productora y Distribuidora Venezolana de Alimentos, S.A. (PDVAL).
- Red de Abastos Bicentenario, S.A. (RABSA) y CATIVEN, C.A.
- Logística Casa, S.A. (LOGICASA).
- Lácteos "Los Andes" y sus empresas filiales.
- Comercializadora y Distribuidora Red Venezuela (CDR).
- Industrias Diana, C.A y Palmeras del Lago
- Centro de Almacenamiento de Congelados (CEALCO.)
- Fábrica para Procesamiento de Sábila de Venezuela, S.A. (SABILVEN).
- Productos La Fina, C.A.
- INDUGRAM, C.A.

### Empresas bajo supervisión especial
- GRUPO PRO. Actualmente bajo control operativo y administrativo del Ministerio del Poder Popular para Relaciones Interiores, Justicia y Paz.
- FRIOSA.

## Ministros
| Ministros de Alimentación de Venezuela |                                |             |                |
| Orden                                  | Nombre                         | Período     | Presidente     |
| 1                                      | Rafael Oropeza                 | 2004 - 2006 | Hugo Chávez    |
| 2                                      | Erika Farías                   | 2006 - 2007 | Hugo Chávez    |
| 3                                      | Rafael Oropeza                 | 2007 - 2008 | Hugo Chávez    |
| 4                                      | Félix Osorio                   | 2008 - 2010 | Hugo Chávez    |
| 5                                      | Carlos Alberto Osorio Zambrano | 2010 - 2013 | Hugo Chávez    |
| 6                                      | Félix Osorio                   | 2013 - 2014 | Nicolás Maduro |
| 7                                      | Hebert García                  | 2014        | Nicolás Maduro |
| 8                                      | Iván José Bello                | 2014 - 2015 | Nicolás Maduro |
| 9                                      | Carlos Alberto Osorio Zambrano | 2015        | Nicolás Maduro |
| 10                                     | Rodolfo Clemente Marco Torres  | 2016 - 2017 | Nicolás Maduro |
| 11                                     | Luis Alberto Medina Ramírez    | 2017 - 2019 | Nicolás Maduro |
| 12                                     | Carlos Leal Tellería           | 2019 - 2024 | Nicolás Maduro |
| 13                                     | Carlos Leal Tellería           | 2025 -      | Nicolás Maduro |